# Восточный военный округ
Восто́чный вое́нный о́круг (ВВО) — формирование, военно-административная единица (военный округ) Вооружённых сил Российской Федерации. Образован указом Президента РФ № 1144 от 20 сентября 2010 года. Предназначен для защиты восточной части страны, объединяет воинские части, дислоцированные в Забайкалье и на Дальнем Востоке. Штаб находится в Хабаровске, по ул. Серышева, 15.

## История

Восточный военный округ
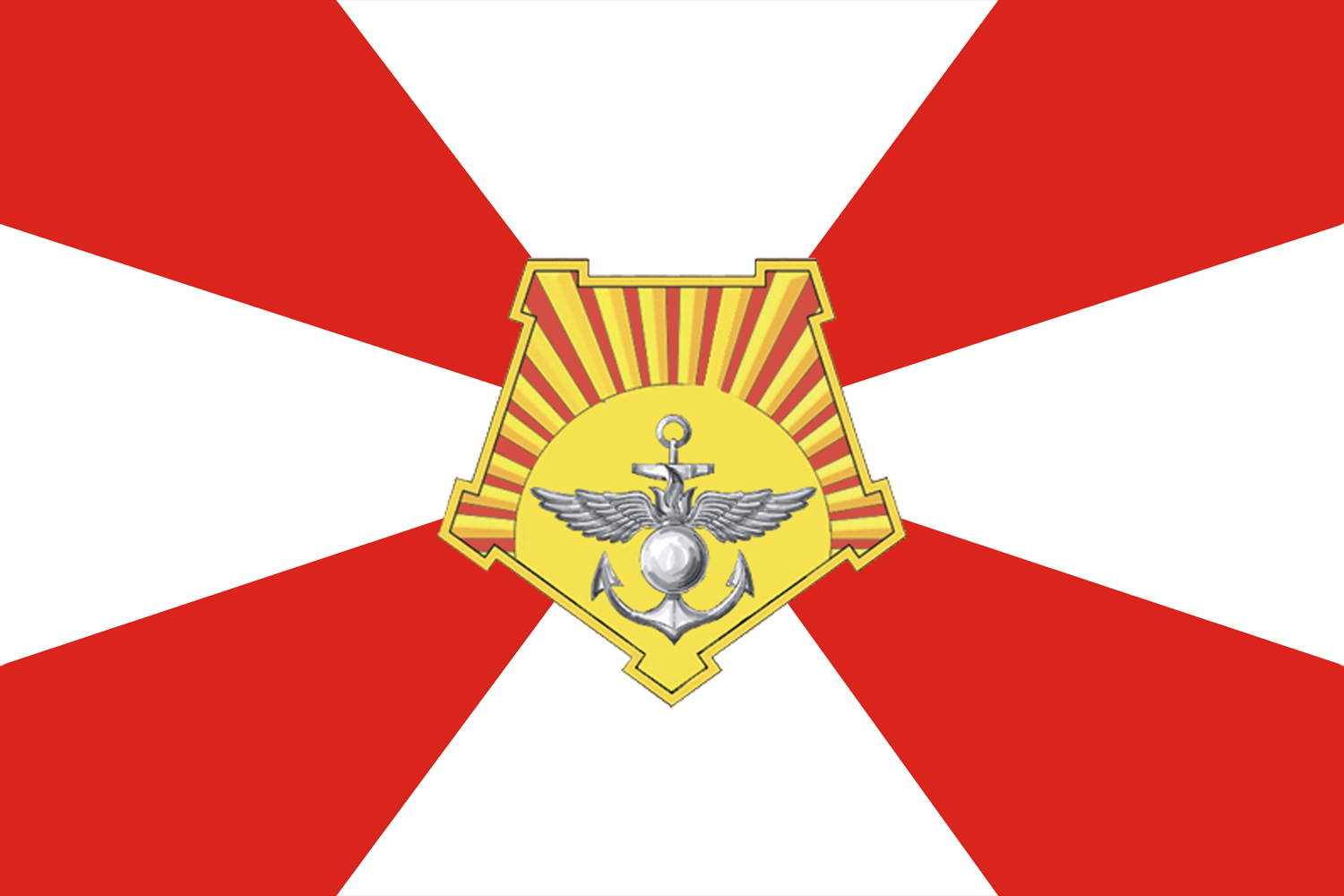
Флаг Восточного военного округа

Восточный военный округ образован в ходе военной реформы 2008—2010 годов на базе Дальневосточного округа и части войск Сибирского и Забайкальского округов. В его состав также вошли Тихоокеанский флот и 3-е командование ВВС и ПВО. Датой основания Дальневосточного военного округа принято считать 31 июля 1918 года. В этот день регулярные части Рабоче-Крестьянской Красной Армии разгромили войска белогвардейцев и интервентов в районе Каульских высот, Шмаковки и Спасска.
Войска Восточного военного округа дислоцированы в административных границах Дальневосточного федерального округа и территорий следующих субъектов Российской Федерации: Республика Бурятия, Республика Саха (Якутия), Забайкальский, Камчатский, Приморский, Хабаровский края, Амурская, Магаданская, Сахалинская области, Еврейская автономная область, Чукотский автономный округ. Площадь округа составляет около 7 млн км².
Командующему войсками ВВО подчинены все дислоцированные на территории округа формирования видов ВС и родов войск видов ВС, за исключением Ракетных войск стратегического назначения и ВКС. Кроме того, в его оперативном подчинении находятся формирования Федеральной службы войск национальной гвардии, Пограничной службы ФСБ, а также части МЧС России и других министерств и ведомств, выполняющие задачи на территории округа.
На начальном этапе вторжения на Украину из войск округа был сформирована группировка войск (сил) — «Восток».
В конце 2023 года Тихоокеанский флот вышел из подчинения командованию округа.

### Учения в Восточном военном округе
11—17 сентября 2018 года на территории округа прошли крупнейшие с 1981 года учения Восток-2018.
26 июля 2022 года Минобороны России сообщило о том, что с 30 августа по 5 сентября будут проведены стратегические учения «Восток-2022». Помимо сил ВДВ, дальней и военно-транспортной авиации в них примут участие «воинские контингенты других государств», заявили в ведомстве. В предстоящих учебных мероприятиях, первых после начала вторжения на Украину, будет задействовано 13 полигонов ВВО.
В СКШУ «Восток-2022» приняли участие подразделения Вооружённых сил КНР, Азербайджана, Алжира, Армении, Белоруссии, Индии, Казахстана, Киргизии, Лаоса, Монголии, Мьянмы, Никарагуа, Сирии и Таджикистана. В общей сложности в учениях были задействованы свыше 50 тыс. военнослужащих, более 5 тыс. единиц вооружения и военной техники.

## Состав Восточного военного округа

### Сухопутные войска / ВДВ / ГУ
- соединения и части окружного подчинения:
  - 11-я отдельная гвардейская десантно-штурмовая ордена Суворова бригада (п. Сосновый Бор)
  - 83-я отдельная гвардейская десантно-штурмовая ордена Суворова бригада (г. Уссурийск)
  - 14-я отдельная гвардейская орденов Суворова и Кутузова бригада специального назначения (г. Хабаровск)
  - 88-я отдельная радиотехническая бригада особого назначения (г. Улан-Удэ-40)
  - 92-я отдельная радиотехническая бригада особого назначения (с. Старосысоевка)
  - 7-й отдельный радиотехнический полк особого назначения, в/ч 61230 (г. Артём)
  - 338-я гвардейская реактивная артиллерийская Двинская ордена Александра Невского бригада (г. Уссурийск)
  - 38-я гвардейская зенитная ракетная ордена Суворова бригада[9] (с. Птичник)
  - 14-я отдельная гвардейская инженерная Барановичская Краснознамённая, ордена Красной Звезды бригада[10], в/ч 30763 (п. Вятское и мкр Красная Речка);
  - 16-я отдельная гвардейская Хинганская бригада радиационной, химической и биологической защиты (г. Лесозаводск)
  - 17-я отдельная бригада радиоэлектронной борьбы (г. Хабаровск)
  - 104-я Клужская орденов Суворова и Кутузова бригада управления (г. Хабаровск)
  - 106-я бригада (территориальная) связи (г. Дальнереченск)
  - 101-я отдельная бригада материально-технического обеспечения (г. Уссурийск)
  - 102-я отдельная бригада материально-технического обеспечения (Сосновый Бор)
  - 103-я отдельная бригада материально-технического обеспечения (г. Белогорск)
  - 104-я отдельная бригада материально-технического обеспечения (г. Чита)
  - 7-я отдельная железнодорожная ордена Трудового Красного Знамени бригада (г. Комсомольск-на-Амуре)
  - 50-я отдельная железнодорожная бригада (г. Свободный)
  - 118-й отдельный понтонно-мостовой железнодорожный батальон (г. Хабаровск)
  - 212-й гвардейский окружной учебный Венский орденов Ленина и Кутузова центр подготовки младших специалистов (танковых войск) имени генерал-лейтенанта И. Н. Руссиянова (г. Чита, военгородок Песчанка)
  - 392-й окружной учебный Тихоокеанский Краснознамённый, ордена Кутузова центр подготовки младших специалистов имени Героя Советского Союза Маршала Советского Союза В. И. Петрова[11] (г. Хабаровск)
  - 51-й учебный отряд Краснознамённого Тихоокеанского флота (г. Владивосток)
  - 7-й региональный учебный центр (школа сержантов) (п. Князе-Волконское)
- 5-я гвардейская общевойсковая Краснознамённая, ордена Жукова армия (г. Уссурийск)
  - 127-я мотострелковая ордена Кутузова дивизия (с. Сергеевка, г. Уссурийск)
  - 60-я отдельная мотострелковая Краснознамённая бригада (с. Камень-Рыболов и с. Монастырище)
  - 57-я отдельная гвардейская мотострелковая Красноградская Краснознамённая, ордена Суворова бригада (г. Бикин)
  - 20-я гвардейская ракетная Берлинская дважды Краснознамённая бригада (г. Уссурийск)
  - 305-я гвардейская артиллерийская Гумбинненская ордена Красной Звезды бригада (г. Уссурийск)
  - 8-я гвардейская зенитная ракетная Шавлинская ордена Кутузова бригада (пос. Раздольное)
  - 80-я Витебская Краснознамённая ордена Александра Невского бригада управления (г. Уссурийск)
  - 35-й инженерно-сапёрный полк (Раздольное)
  - 25-й гвардейский полк радиационной, химической и биологической защиты (г. Лесозаводск)
- 29-я гвардейская общевойсковая армия (г. Чита)
  - 36-я отдельная гвардейская мотострелковая Лозовская Краснознамённая бригада (г. Борзя)
  - 200-я гвардейская артиллерийская бригада (пгт Горный)
  - 3-я ракетная бригада (пгт Горный)
  - 140-я гвардейская зенитная ракетная Борисовская ордена Кутузова бригада (с. Домна)
  - 101-я Хинганская бригада управления (г. Чита)
  - 19-й отдельный полк радиационной, химической и биологической защиты (п. Горный)
  - Н-й инженерно-сапёрный полк
- 35-я общевойсковая Краснознамённая армия (г. Белогорск-24)
  - 38-я отдельная гвардейская мотострелковая Витебская ордена Ленина, Краснознамённая, ордена Суворова бригада (п. Екатеринославка)
  - 64-я отдельная гвардейская мотострелковая бригада (с. Князе-Волконское-1, Хабаровский край)
  - 69-я отдельная Свирско-Померанская Краснознамённая, ордена Красной звезды Амурская казачья бригада прикрытия (с. Бабстово)
  - 107-я гвардейская ракетная Мозырская ордена Ленина, Краснознамённая бригада (г. Биробиджан)
  - 165-я гвардейская артиллерийская Пражская Краснознамённая, орденов Кутузова и Богдана Хмельницкого бригада (с. Никольское)
  - 71-я гвардейская зенитная ракетная бригада (г. Белогорск)
  - 54-я гвардейская ордена Красной Звезды бригада управления (г. Белогорск)
  - 35-й полк радиационной, химической и биологической защиты (г. Белогорск)
- 36-я гвардейская общевойсковая армия (г. Улан-Удэ)
  - 5-я отдельная гвардейская танковая Тацинская Краснознамённая, ордена Суворова бригада (ст. Дивизионная)
  - 37-я отдельная гвардейская мотострелковая Будапештская Краснознамённая, ордена Красной Звезды Донская казачья бригада имени Е. А. Щаденко (г. Кяхта)
  - 30-я артиллерийская бригада (Тальцы)
  - 103-я ракетная Краснознамённая, орденов Кутузова и Богдана Хмельницкого бригада (г. Улан-Удэ-4)
  - 35-я гвардейская зенитная ракетная бригада (с. Джида).
  - 75-я гвардейская бригада управления (г. Улан-Удэ)
  - 147-й инженерно-сапёрный полк (г. Кяхта)[12]
  - 26-й отдельный полк радиационной, химической и биологической защиты (п. Онохой)
- 68-й армейский корпус
  - 18-я пулемётно-артиллерийская дивизия (с. Горячие Ключи)
  - 39-я отдельная гвардейская мотострелковая Краснознамённая бригада (г. Южно-Сахалинск)
  - 137-й отдельный батальон управления (г. Южно-Сахалинск)
  - 312-й отдельный реактивный дивизион (п. Дачное)
  - 676-й отдельный инженерный батальон (п. Дачное)

### Воздушно-космические силы
- 326-я тяжёлая бомбардировочная авиационная Тарнопольская ордена Кутузова дивизия (п. Серышево-2, с. Украинка);
- 11-я гвардейская Краснознамённая армия ВВС и ПВО
  - 25-я Краснознамённая Комсомольская дивизия ПВО (г. Комсомольск-на-Амуре, Хабаровский край);
  - 26-я гвардейская Ясская Краснознамённая, ордена Суворова дивизия ПВО, в/ч 55345 (г. Чита, Забайкальский край);
  - 93-я дивизия ПВО, в/ч 03103 (г. Владивосток, Приморский край);
  - 303-я смешанная авиационная Смоленская Краснознамённая, ордена Суворова дивизия (аэ Хурба, Хабаровский край);
  - 3-я отдельная разведывательная авиационная эскадрилья, в/ч 78019 (Приморский край, с. Варфоломеевка. аэр. Варфоломеевка);
  - 35-й отдельный транспортный смешанный авиационный полк (г. Хабаровск, аэродром Большой);
  - 120-й отдельный гвардейский истребительный авиационный полк, в/ч 63559 (аэродром Домна);
  - 266-й отдельный гвардейский штурмовой авиационный полк (аэродром Степь);
  - 112-й отдельный вертолётный полк, в/ч 78081 (аэр. Черёмушки);
  - 319-й отдельный вертолётный Краснознамённый полк имени В. И. Ленина, в/ч 13984 (п. Черниговка, аэр. Черниговка);
  - 18-я гвардейская бригада армейской авиации, в/ч 42838 (г. Хабаровск, аэр. Большой);
    - Отдельный вертолётный отряд 18-й браа, в/ч 42838-2 (Сахалинская область, о. Итуруп, п. Буревестник, аэр. Буревестник, аэр. Ясный);

Репетиция к параду Победы 7 мая 2014 года в г. Хабаровск
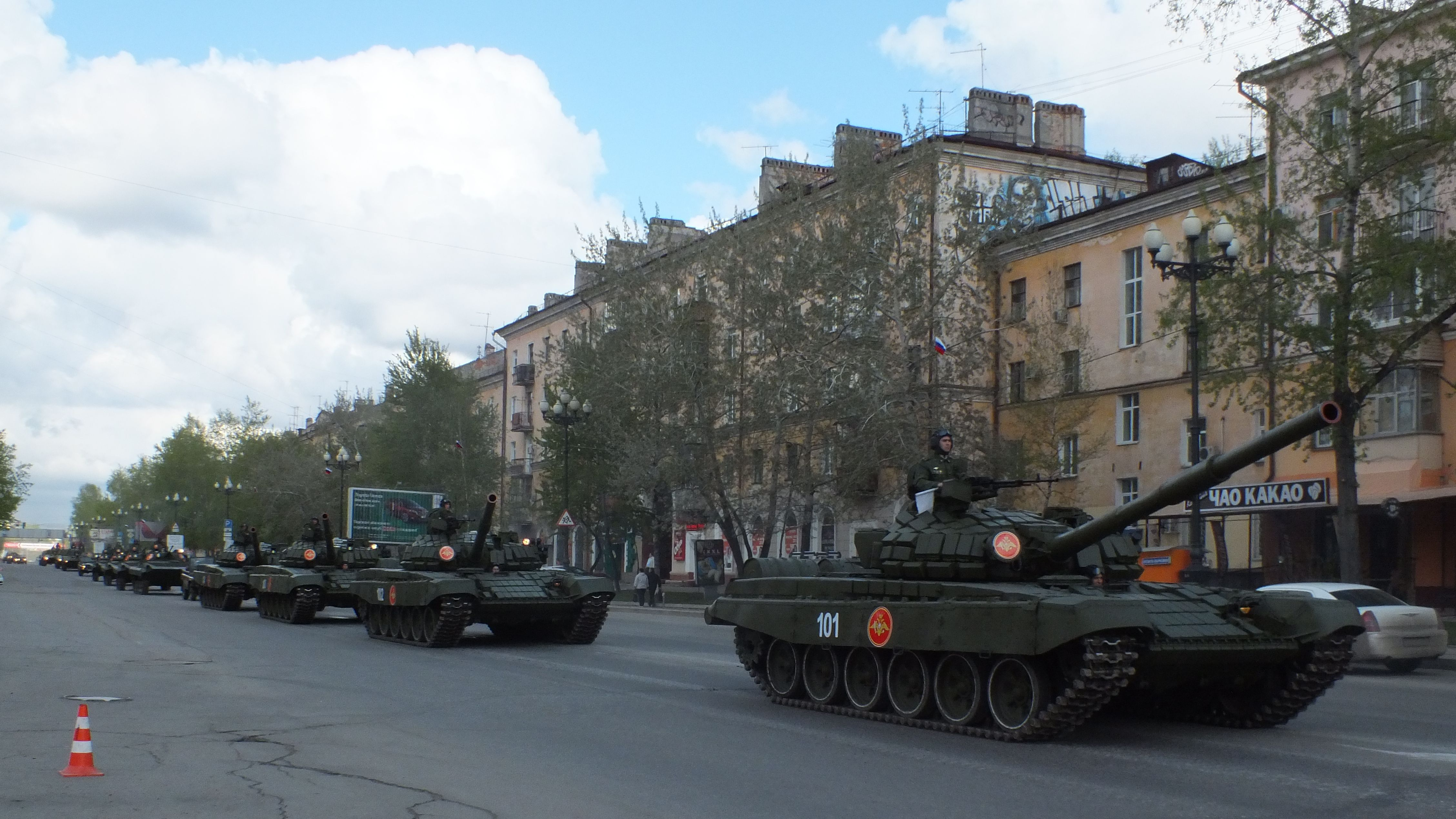
Т-72Б
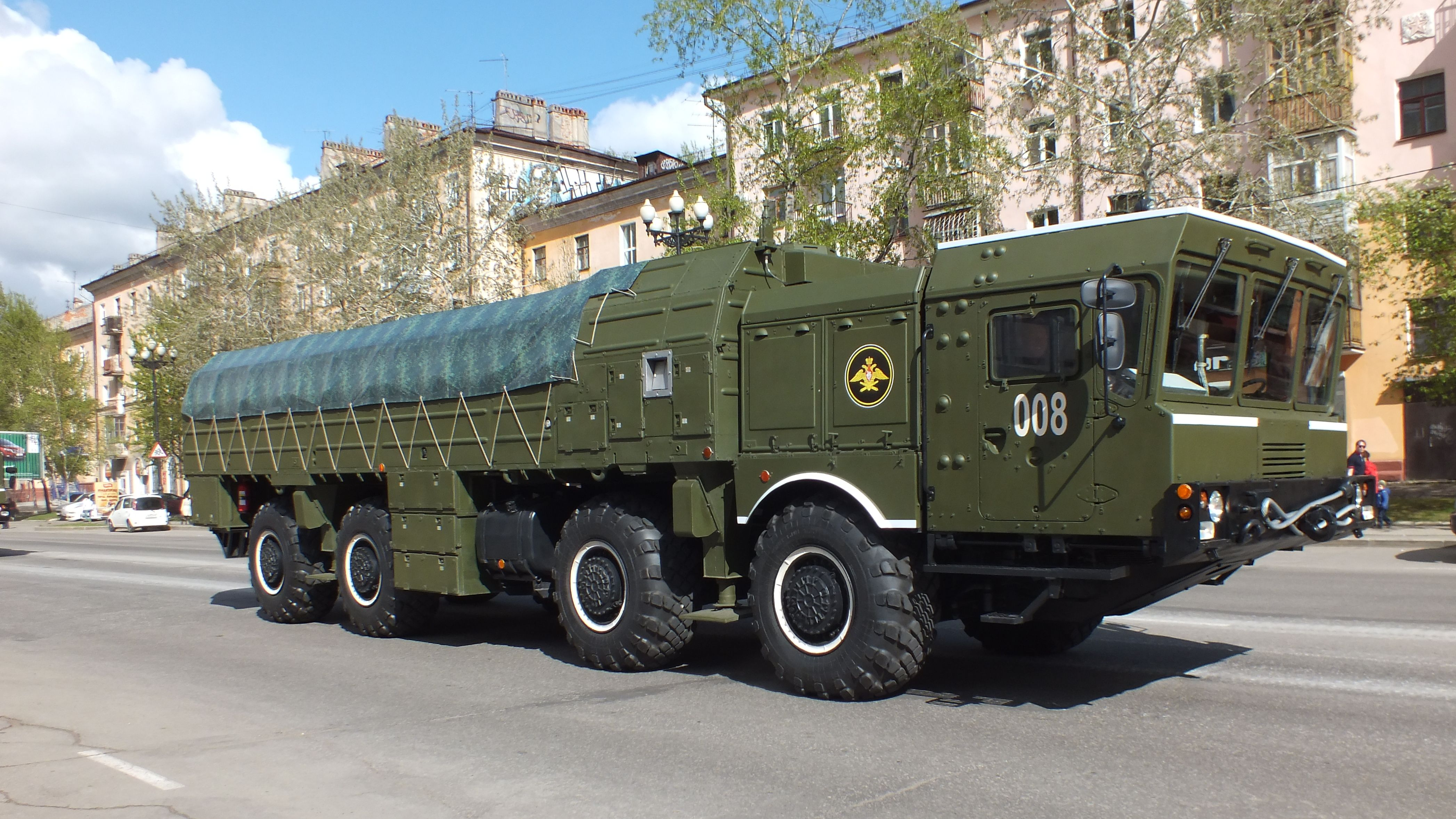
ТЗМ 9Т250 комплекса 9К720 «Искандер-М»
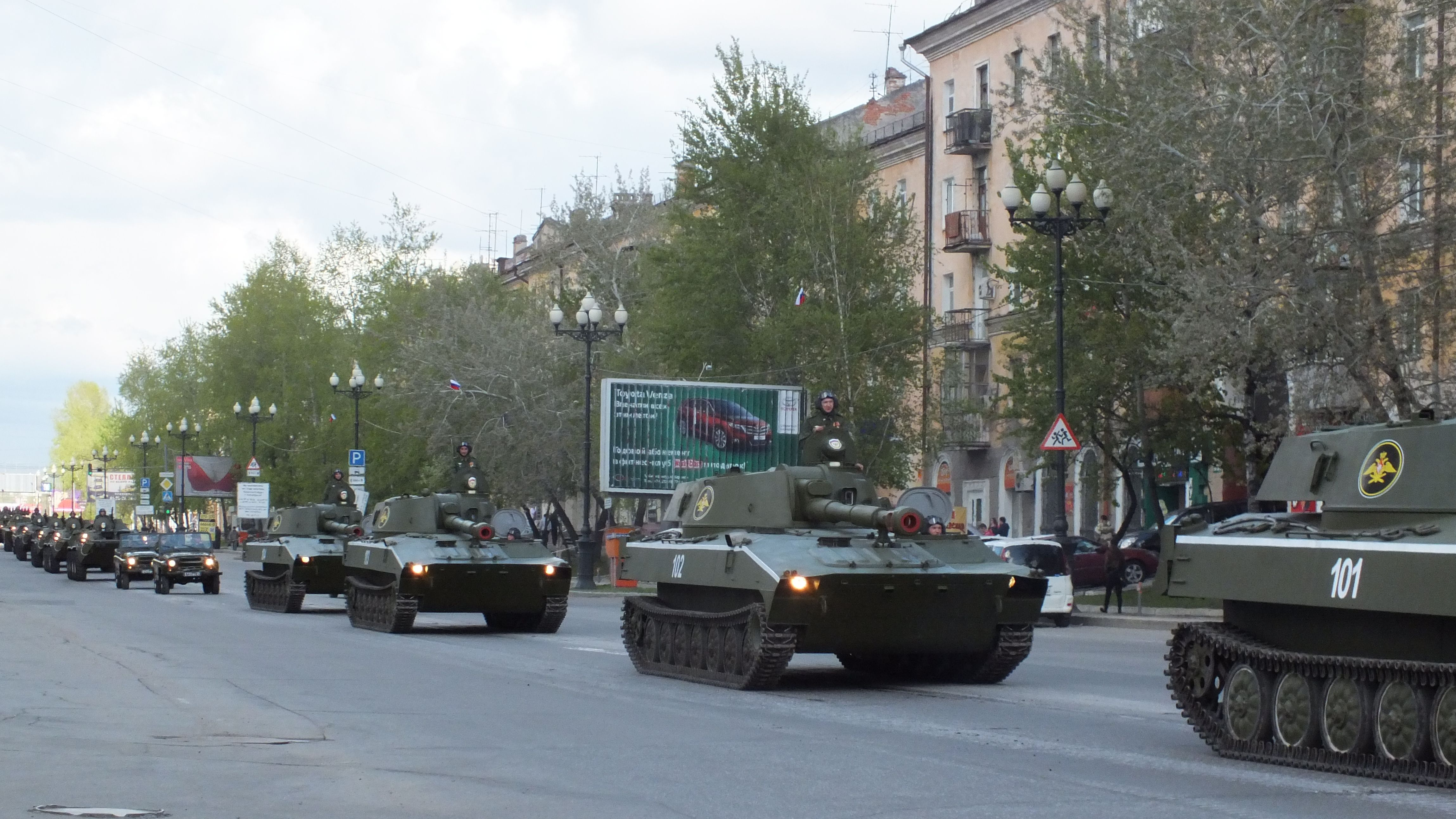
2С1

## Командование Восточного военного округа

### Командующие
- Сиденко, Константин Семёнович (29 октября 2010[13] — октябрь 2013)
- Суровикин, Сергей Владимирович (октябрь 2013 — ноябрь 2017)[14]
- Лапин, Александр Павлович (апрель-ноябрь 2017), временно исполняющий обязанности
- Журавлёв, Александр Александрович (ноябрь 2017 — ноябрь 2018)[15]
- Жидко, Геннадий Валериевич (ноябрь 2018 — 12 ноября 2021)[16]
- Чайко, Александр Юрьевич (12 ноября 2021 — 6 июля 2022)[17]
- Жидко, Геннадий Валериевич (5 июля — 5 октября 2022)
- Мурадов, Рустам Усманович (5 октября 2022 — 6 апреля 2023)
- Носулев, Михаил Яковлевич (6 апреля — 20 апреля 2023 врио)
- Кузьменко, Андрей Владимирович (20 апреля 2023 — май 2024)[18]
- Санчик, Александр Семёнович (май — ноябрь 2024)
- Иванаев, Андрей Сергеевич (с ноября 2024)[19]

### Начальники штаба — первые заместители командующего войсками Восточного военного округа
- генерал-лейтенант Суровикин, Сергей Владимирович (2012 — 2013)
- генерал-лейтенант Лапин, Александр Павлович (2014 — апрель 2017)
- генерал-лейтенант Чайко, Александр Юрьевич (апрель 2017 — ноябрь 2018)
- генерал-полковник Кураленко, Сергей Васильевич (октябрь 2018 — февраль 2020)
- генерал-лейтенант Никифоров, Евгений Валерьевич (февраль 2020 — декабрь 2022)
- генерал-майор Ртищев, Алексей Викторович (декабрь 2022 — май 2023)
- генерал-лейтенант Санчик, Александр Семёнович (май 2023 — май 2024)
- генерал-майор Козлов, Андрей Борисович (май 2024 — н.в.)

### Заместители командующего войсками Восточного военного округа
- вице-адмирал Алёкминский, Сергей Гаврилович (июль 2014 — 2016)
- генерал-лейтенант Севрюков, Сергей Михайлович (июль 2019 — 2022)
- генерал-лейтенант Носулев, Михаил Яковлевич (январь 2020 — май 2024)

## В оперативном подчинении у командующего войсками округа
- Восточный округ Федеральной службы войск национальной гвардии России (Росгвардии) (бригады оперативного назначения: Чукотка, Хабаровск, Южно-Сахалинск, Владивосток, Улан-Удэ, Чита, Благовещенск), 1-й морской отряд и др. части)
- Дальневосточный юридический институт МВД России (700 курсантов)
- Пограничные управления ФСБ РФ по Хабаровскому краю и ЕАО, Северо-Востоку России, Амурской области, Забайкальскому краю, Республике Бурятия, Иркутской области и Приморскому краю (дивизионы пограничных сторожевых кораблей (ПСКР), линейные заставы, пограничные отряды)
- Центры спецсвязи ФСО России (г. Хабаровск, г. Чита, г. Улан-Удэ)
- Амурский спасательный центр (бывший 1042-й спасательный центр МЧС России) (г. Хабаровск)
- 1043-й спасательный центр МЧС России (с. Елизово, Камчатский край)

## Учебные заведения
- Уссурийское Суворовское военное училище.
- Дальневосточное высшее общевойсковое командное училище имени Маршала Советского Союза К. К. Рокоссовского (Благовещенск).
- Тихоокеанское высшее военно-морское училище имени С. О. Макарова (г. Владивосток).
- Хабаровский пограничный институт ФСБ России.

## Печатный орган
Центральный печатный орган — Ордена Красной Звезды газета «Суворовский натиск» (первый номер вышел на Степном фронте 22 мая 1943 года, учредитель — Министерство обороны РФ, издатель — ФГБУ «Редакционно-издательский центр „Красная Звезда“ МО РФ») — выходит два раза в неделю, в среду и пятницу, формат А2, 8 стр., полноцвет. Главный редактор — А. А. Волошенко, тираж: 4 765 экз., адрес: 680038, г. Хабаровск, ул. Серышева, 13 Номер регистрации СМИ: 01966. Подписной индекс: 81131 (объединённый каталог «Пресса России»).
Печатается в г. Хабаровске и в г. Чите.
Регионы распространения: Хабаровский край, Приморский край, Забайкальский край, Камчатский край, Амурская область, Сахалинская область, Магаданская область, Еврейская АО, Чукотский АО, Республика Бурятия, Республика Саха (Якутия).
Из истории: 22 мая 1943 года вышел первый номер в полевой типографии в селе Рыкань (юго-восточнее Новой Усмани) близ Воронежа, на базе газеты 41-й армии «Красный боец». Первым редактором газеты был майор Дмитрий Прикордонный. Газета была печатным органом военного совета и политического управления Степного военного округа (Степной фронт/2-й Украинский). В июле 1945 года газета стала органом военной печати Забайкальского фронта. В сентябре 1945 года становится газетой Забайкальско-Амурского военного округа, с июня 1947 года — органом военного совета и политического управления Главного командования войск Дальнего Востока, а с июня 1953 года — газетой Дальневосточного военного округа, с сентября 2010 года — газетой Восточного военного округа.

## Галерея

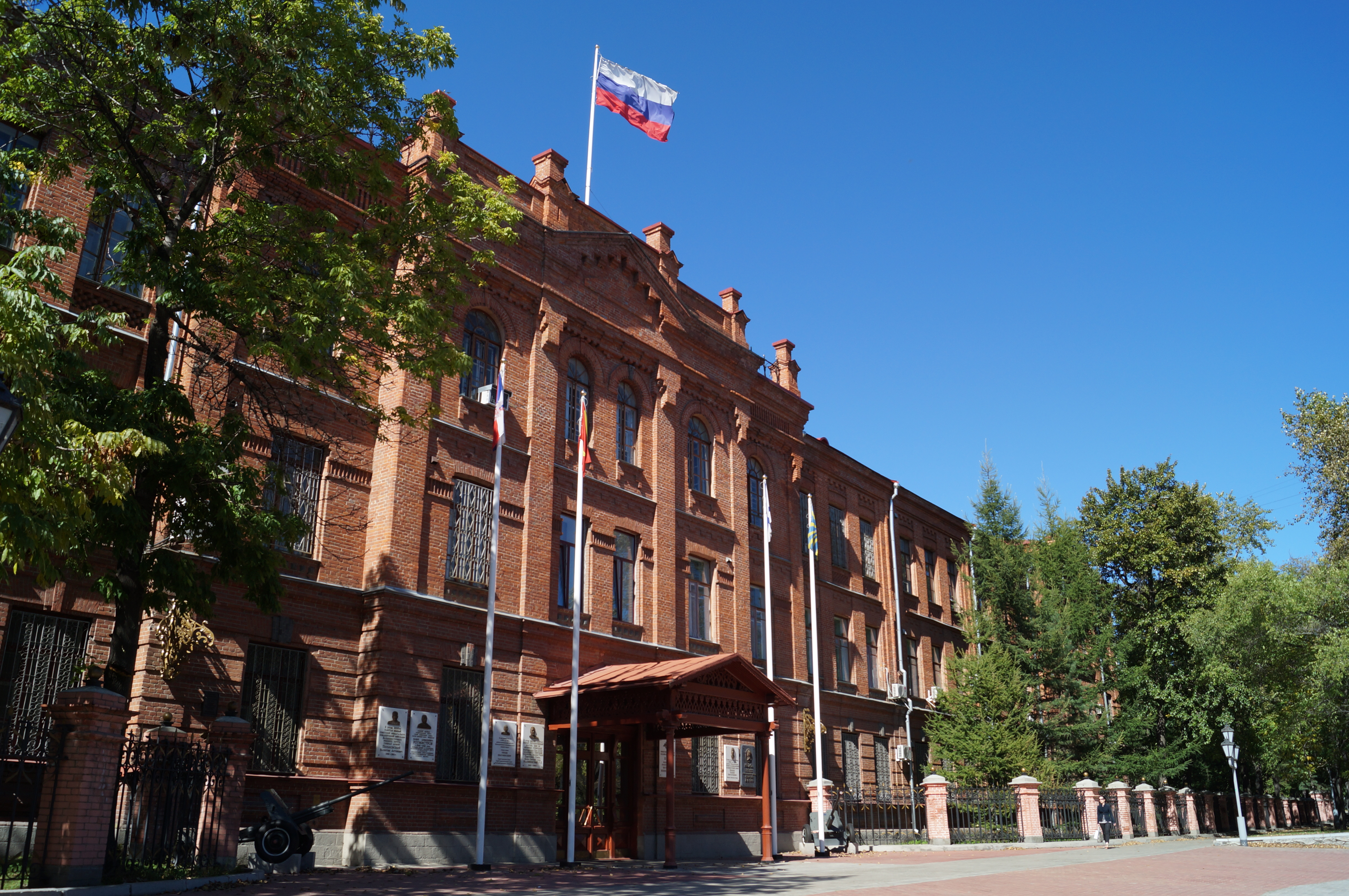
Здание штаба Восточного военного округа, Хабаровск, 2012 год
Солдаты Восточного военного округа на возложении венков к памятнику Маршалу Советского Союза Малиновскому, 9 мая 2014 г.
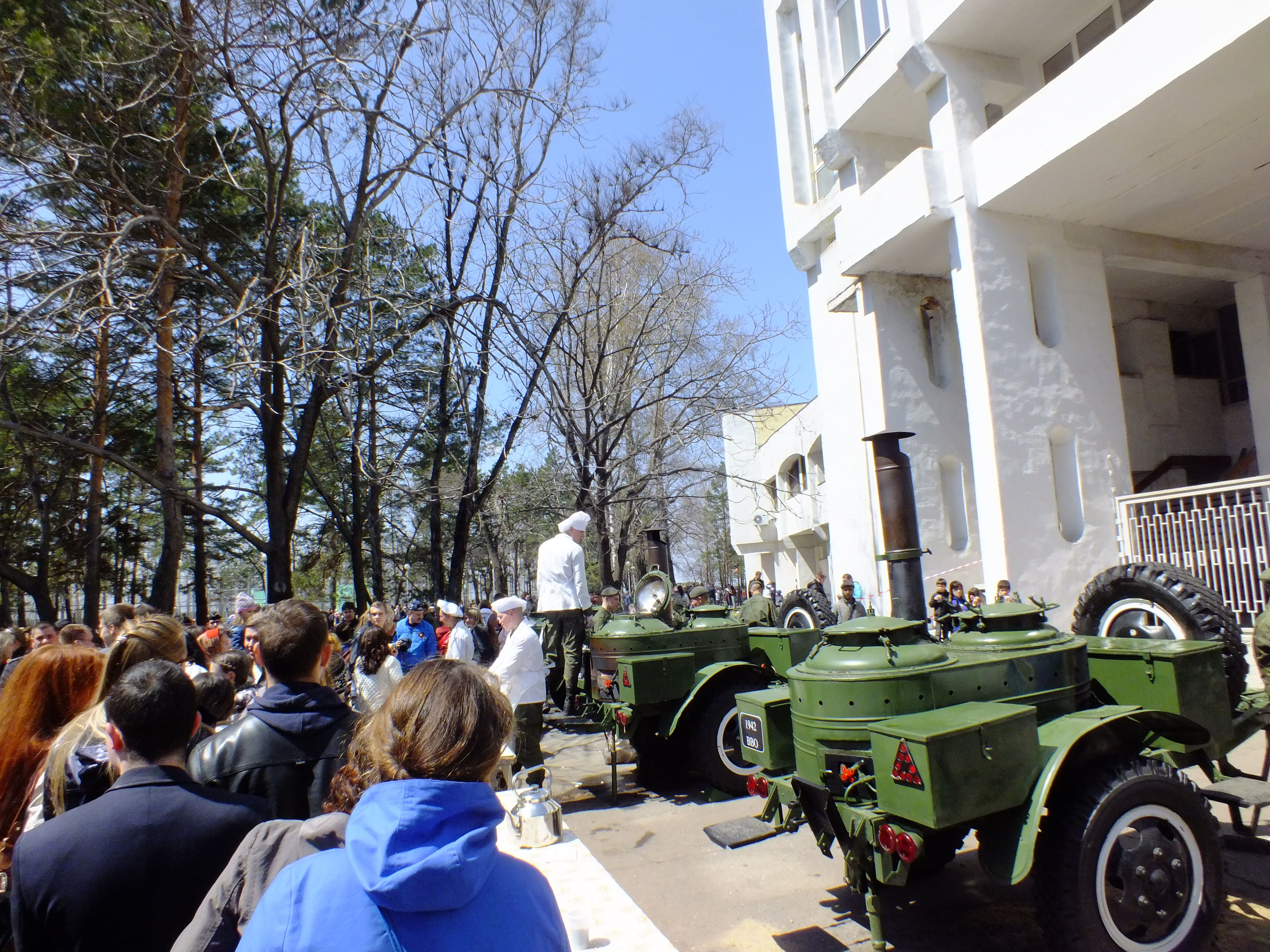
Солдаты Восточного военного округа угощают гостей праздника солдатской кашей, 9 мая 2015 года.